# Rghaif

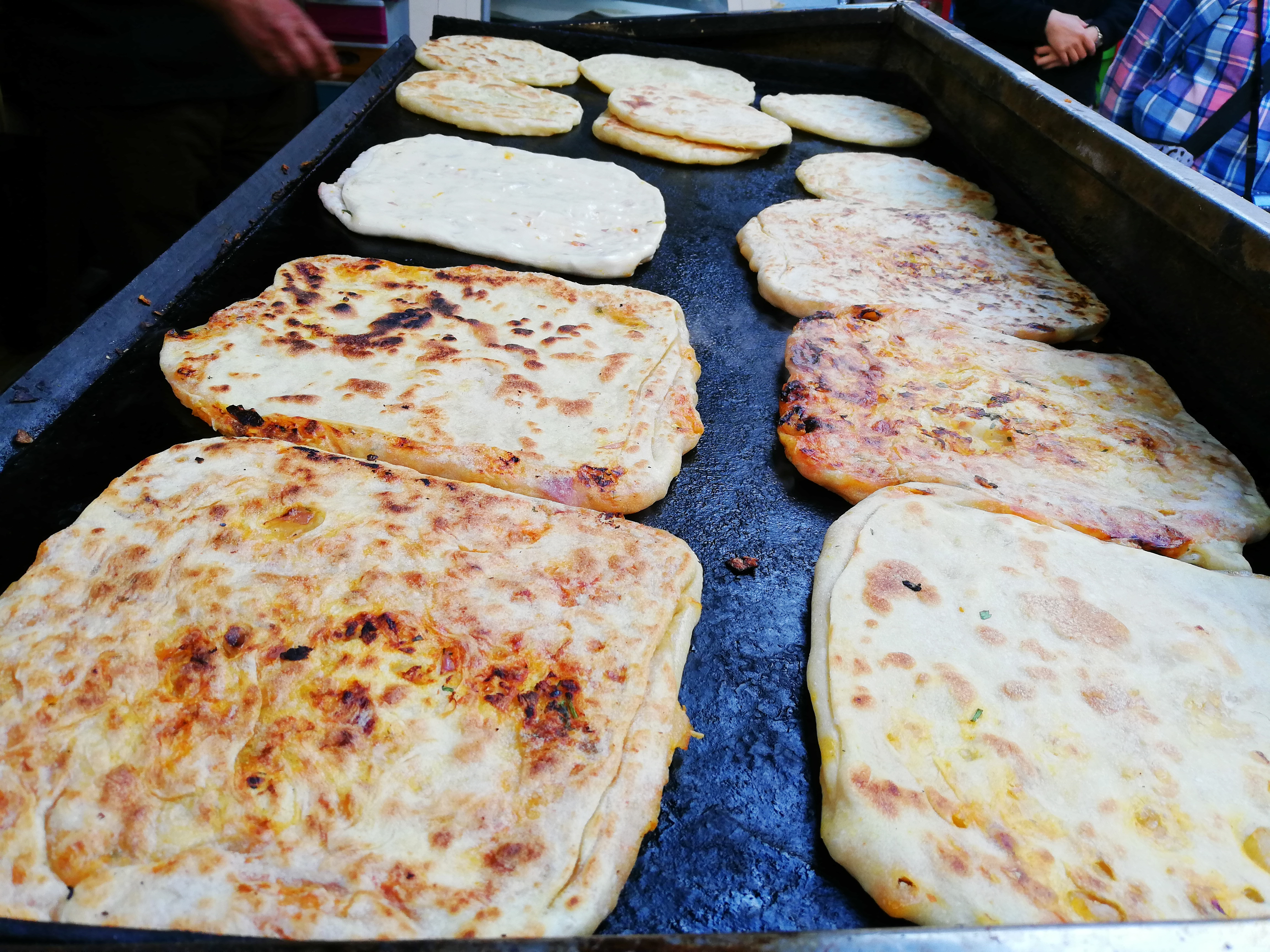
Msemen de Marrocos

Rghaif ou rghayaf, ou ainda rghayef (em língua árabe: رغايف) é um tipo de pastel ou massa para pão, típica de Magrebe. Pode ser servida depois de assada sem outras alterações e coberta com xarope de mel e manteiga, ou pode ser recheada e tendida num pão especial. Um exemplo é a regueifa, um pão típico do norte de Portugal, cujo nome parece intimamente ligado à massa original marroquina  e especificamente à variante chamada meloui 
O rghaif pode ser feito com farinha branca ou com semolina, com ou sem levedura, mas produz um pão ou bolo que, além de ser amplamente disponível nas vendas de rua em Magrebe, é importante para a cerimónia de quebra do jejum, durante o Ramadan.
Dependendo da técnica usada para formar o bolo ou pastel, antes de assar, o rghaif pode dar origem a:
- Msemen - quadrados
- Meloui – enrolados ou entrançados
- Oudnine el Kadi ("as orelhas do juíz") - achatados
- Rziza (R'zatte) el Kadi ("o turbante do juiz") – achatados, mas com cones de fitas de massa
- Mekhtamrine - achatados
- Metlouh (ou matlou') – mais grossos, em forma de pão (“batbout”)